# Place du Marché (Verviers)
Pour l’article homonyme, voir Place du Marché.
La place du Marché est l'une des plus grandes et des plus importantes places du centre de la ville de Verviers (province de Liège, Belgique).

## Historique
C'est autour du monticule où se trouve la place actuelle que s'est formé le noyau primitif de la cité.

## Localisation et description
Cette place du centre de Verviers a une superficie approximative de 5 400 m2 en y incorporant l'hôtel de ville placé en son centre. Elle se situe sur une hauteur au sommet de trois rues anciennes qui y accèdent : le Thier Mère-Dieu, le Mont du Moulin et Crapaurue. Cette dernière rue relie la place à la place Verte distante d'environ 300 m.

## Odonymie
La place doit son nom au marché hebdomadaire qui s'y déroule tous les samedis matin. Auparavant, seule la partie ouest s'appelait place du Marché. La partie orientale (côté Thier Mère-Dieu) était appelée place de l'Hôtel de Ville.

## Patrimoine
L'hôtel de ville terminé en 1780, la fontaine surmontée du perron de Verviers ainsi que l'immeuble situé au no 7, construit vers 1800 d'architecture néo-classique en briques et pierre calcaire, de trois niveaux de cinq travées  sont repris sur la liste du patrimoine immobilier classé de Verviers.
Le côté est de la place est bordé par un bel ensemble de six immeubles du XIXe siècle repris à l'inventaire du patrimoine immobilier culturel de la Wallonie alors que le côté nord est occupé par un long bâtiment (dix travées) abritant différents services de l'administration communale de Verviers.

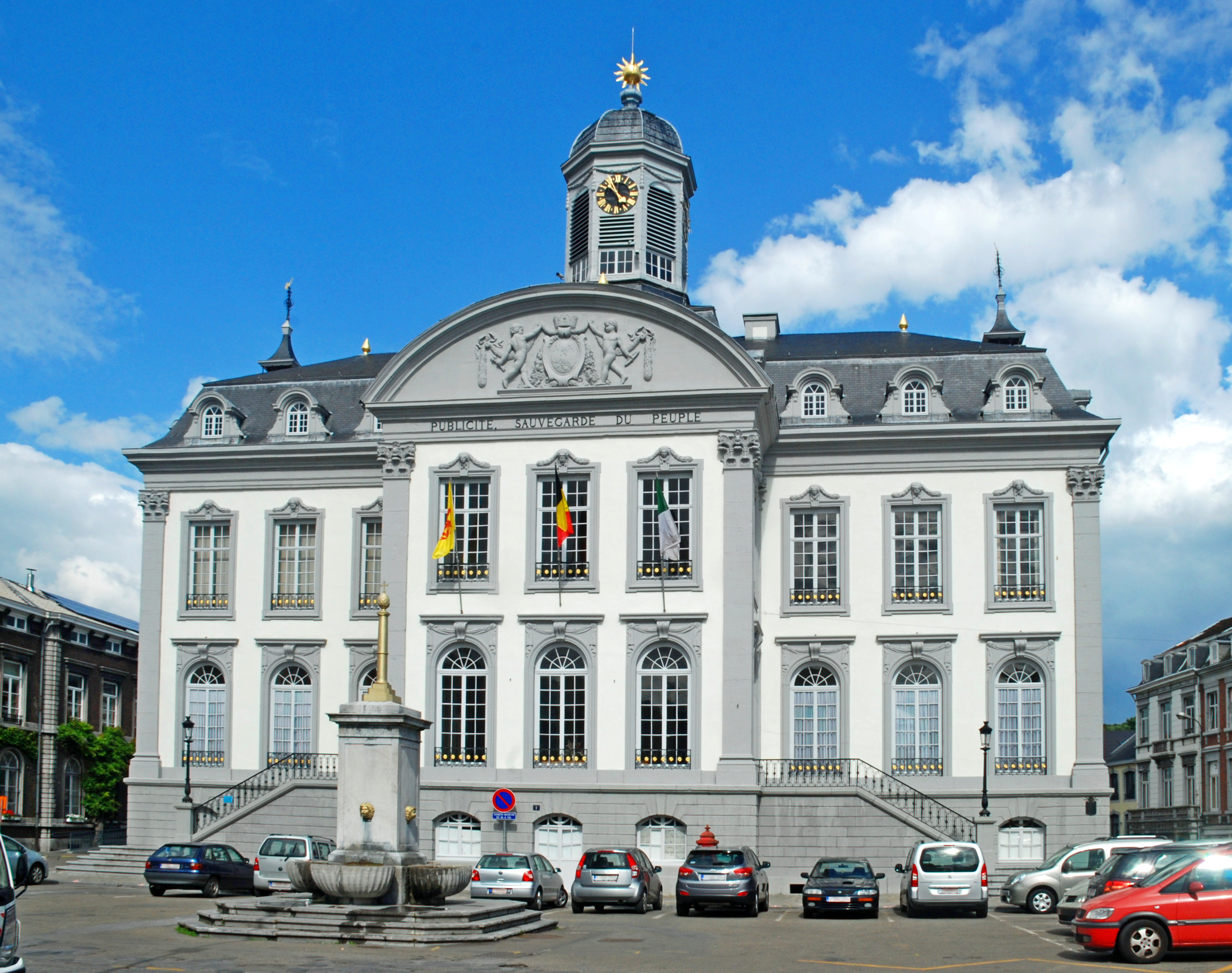
Hôtel de ville
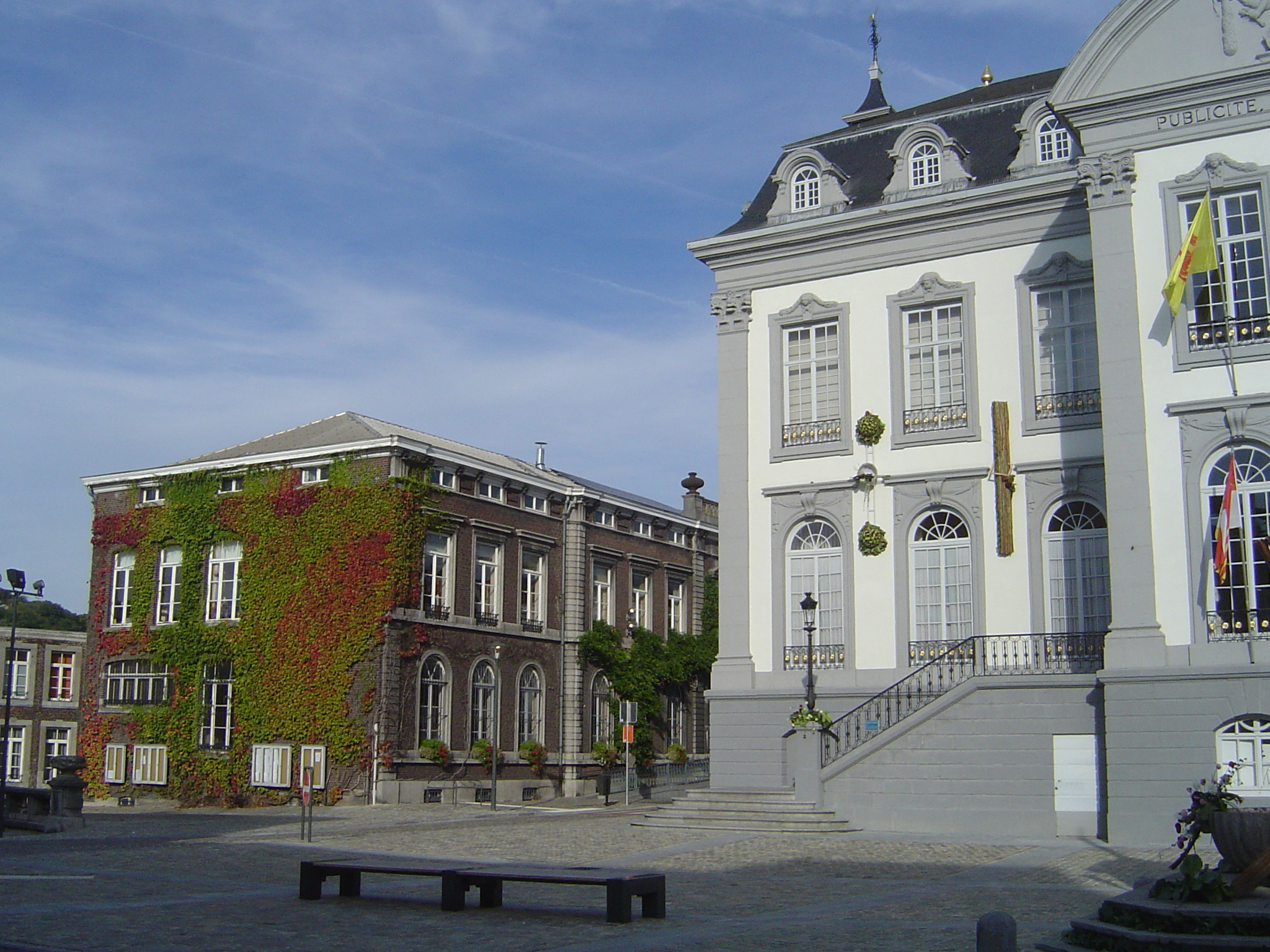
Administration communale et hôtel de ville
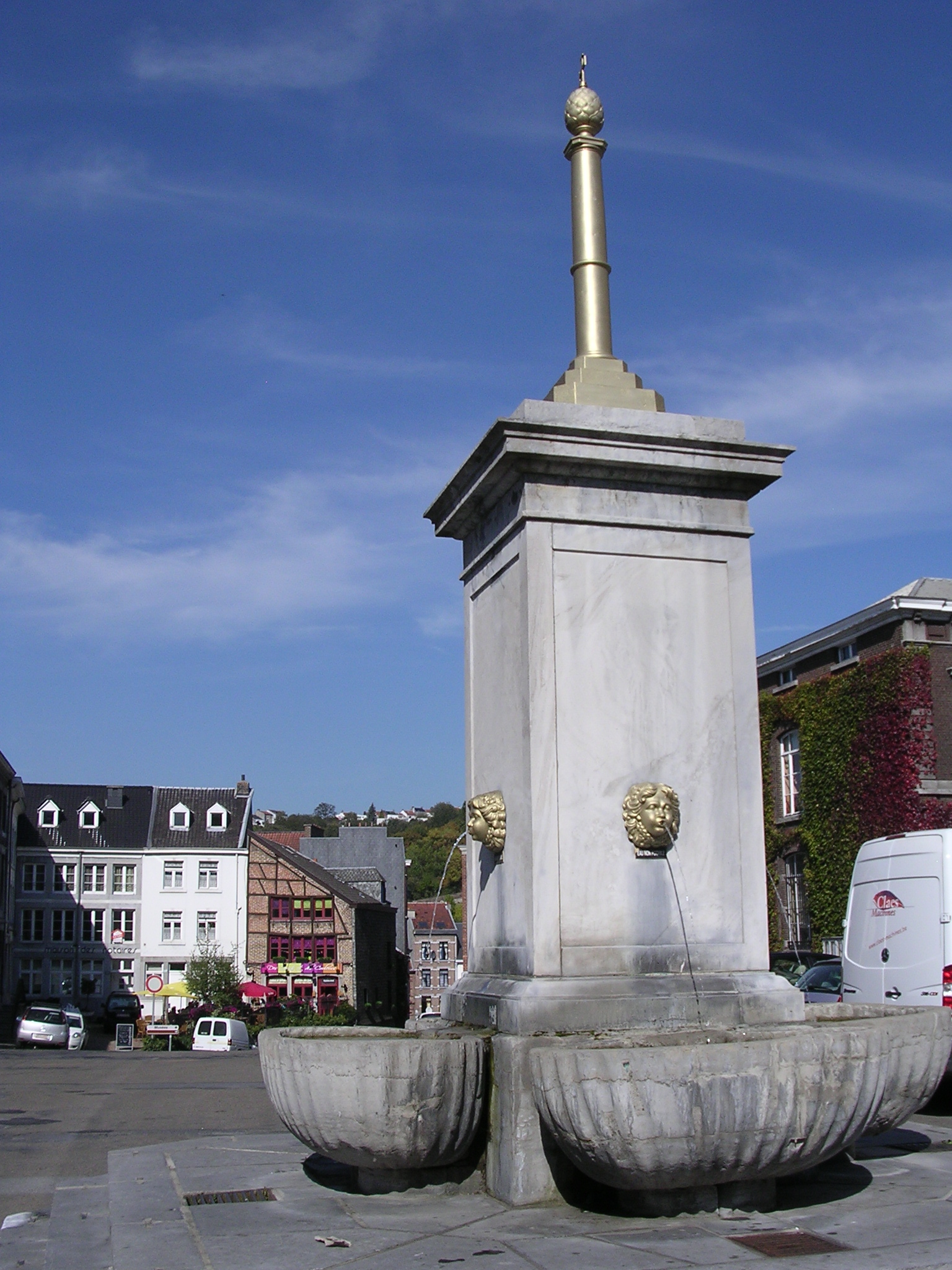
Fontaine et perron
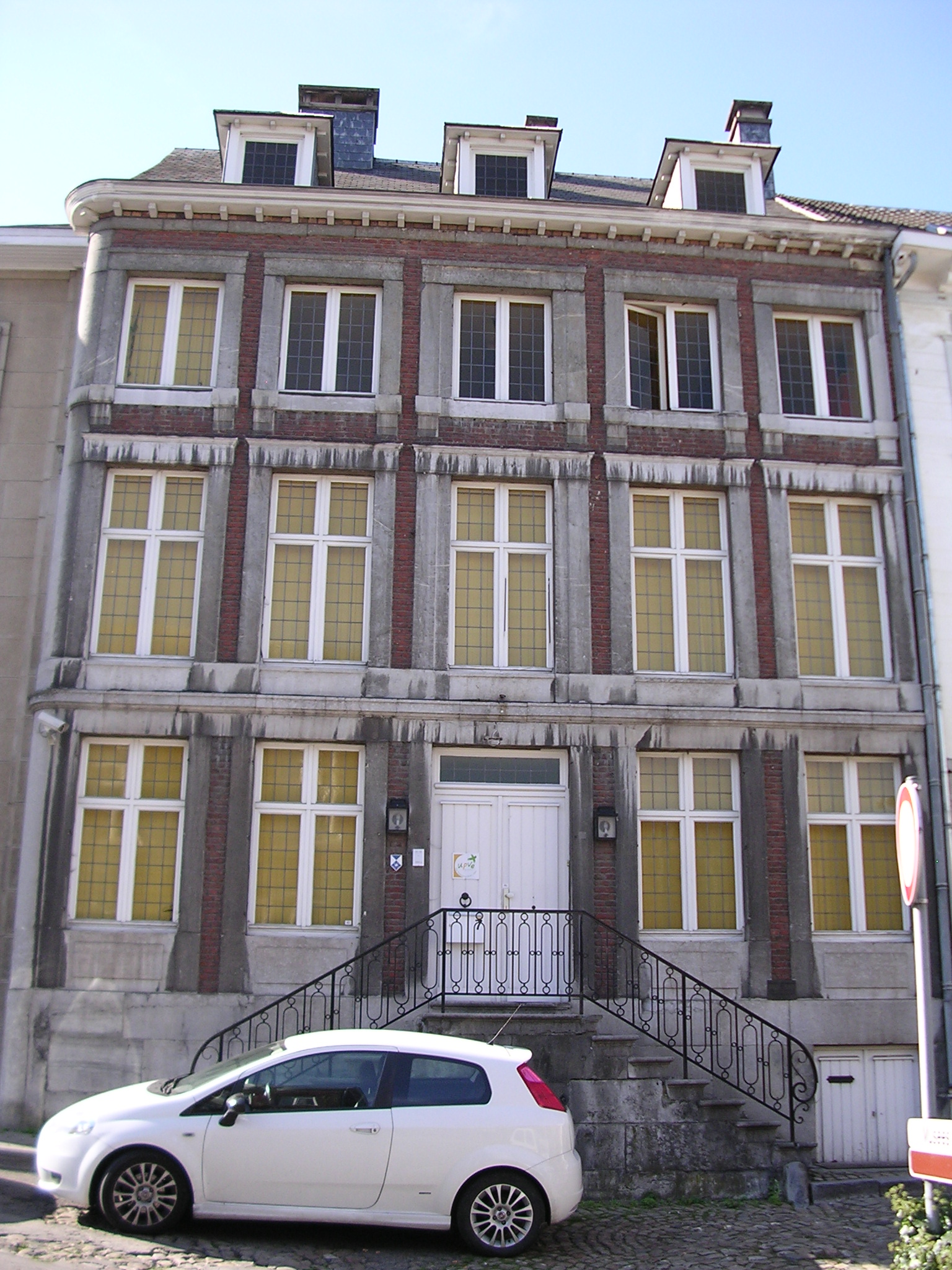
Maison, place du Marché, 7

## Rues adjacentes
- Thier Mère-Dieu
- Rue de Heusy
- Crapaurue
- Impasse Gouvy
- Mont du Moulin

## Activités
La place a une fonction administrative (administration communale), commerciale (commerces et marché hebdomadaire) et résidentielle.  

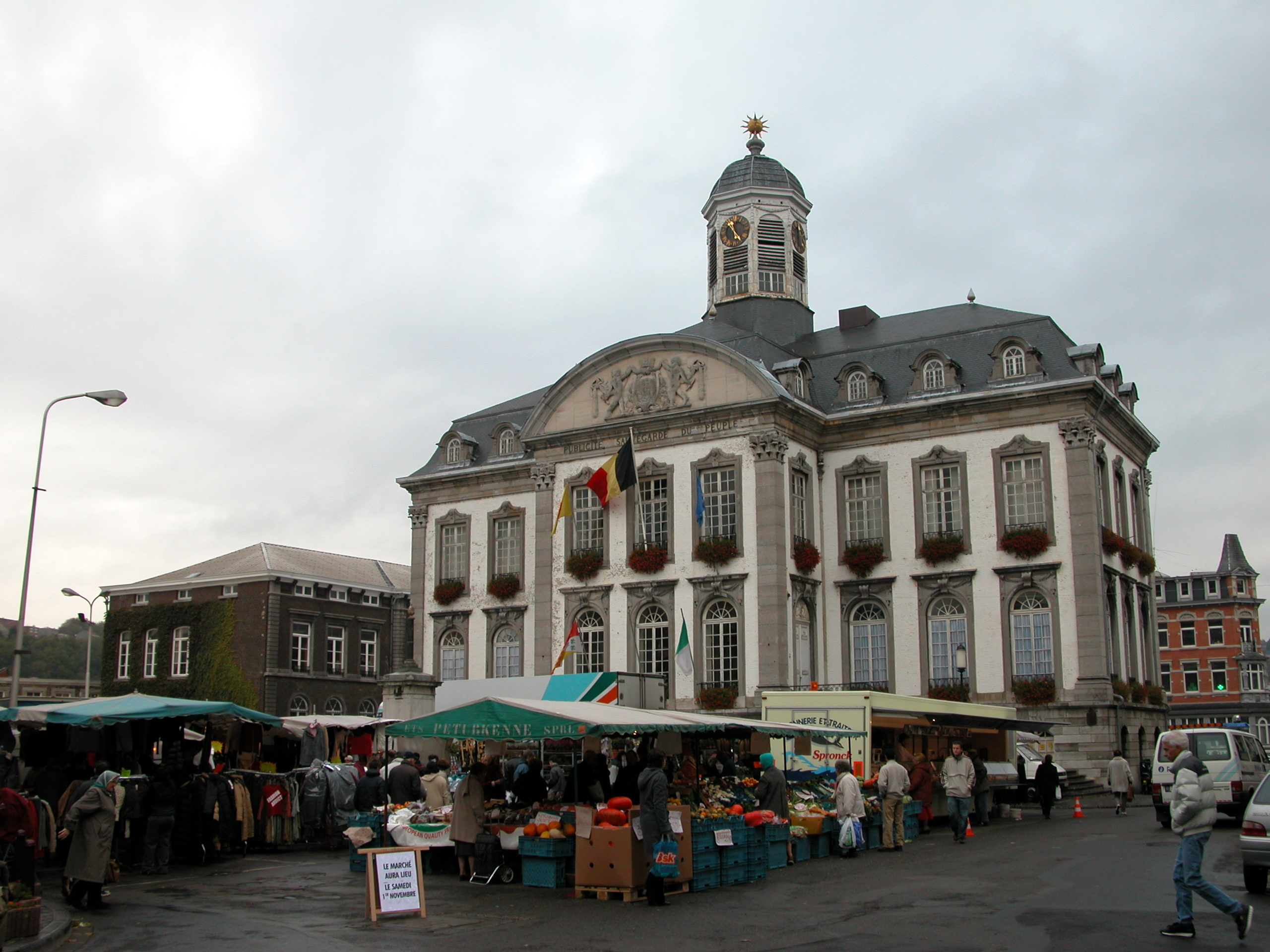
Le marché de Verviers devant l'hotel de ville